# Celine Fariala Mangaza
Celine Fariala Mangaza (27 de agosto de 1967 - 28 de maio de 2020, apelidada de Mama Leki) foi uma ativista da deficiência congolesa.

## Biografia
Mangaza nasceu em Bukavu, na República do Congo, em 27 de agosto de 1967. Ela contraiu poliomielite aos 3 anos. Apesar da doença e da tradição de as meninas não irem à escola na época, em 1974, ela foi para a escola até ao sexto ano, quando saiu para se tornar alfaiate. Ela montou o seu próprio centro de treino de costura para pessoas com deficiência, chamado Associação para o Bem-Estar das Mulheres com Deficiência, em 2006. Ela também foi vice-presidente da Safeco, uma ONG em Bukavu que ensinava habilidades digitais a mulheres congolesas.
Leki na língua lingala significa "tia" e pretende ser um sinal de respeito pela comunidade local.
Ela casou-se com Fidel Batumike em 1994 e o casal teve 4 filhos.
Em 28 de maio de 2020, durante a pandemia de coronavírus na R. D. Congo, Mangaza morreu devido a COVID-19 em Bukavu.